# Suelto
Suelto o también Cordera Suelto es el primer trabajo discográfico debut, perteneciente al músico de rock argentino, Gustavo Cordera, tras su salida de la banda originaria de Barracas, llamada Bersuit Vergarabat, que lideró entre 1988 a 2009. 

## Datos del disco
Este material fue grabado Del Cielito Studio en Buenos Aires  y editado bajo el sello Sony Music y lanzado oficialmente al mercado, el 12 de mayo de 2009. El álbum muestra el lado más romántico, dejando de lado la rebeldía y crítica social de su antigua banda. Está acompañado por "La Caravana Mágica", un proyecto creado por el artista.  
El disco fue editado por dos miembros de Bersuit Vergarabat, Pepe Céspedes y Oscar Righi.
Entre los cortes de difusión de esta placa fueron, «Me la juego a morir», «Ansiedad de buscar» y «Aprendió a volar». 

## Lista de canciones
| N.º | Título                         | Duración |  |
| 1.  | «Aprendí a esquivar»           | 03:22    |  |
| 2.  | «Ansiedad de buscar»           | 04:23    |  |
| 3.  | «Me la juego a morir»          | 03:24    |  |
| 4.  | «Tan cerca, cerca»             | 03:07    |  |
| 5.  | «Almas armadas»                | 02:53    |  |
| 6.  | «Aprendió a volar»             | 04:31    |  |
| 7.  | «Volátil»                      | 05:32    |  |
| 8.  | «Más allá de la oscuridad»     | 03:19    |  |
| 9.  | «Confío»                       | 03:40    |  |
| 10. | «Mensajera»                    | 03:49    |  |
| 11. | «No hay monstruos invencibles» | 03:50    |  |